# Emilio Gnutti
Emilio Gnutti (Brescia, 6 agosto 1947) è un imprenditore e dirigente d'azienda italiano.
È tra i finanzieri più conosciuti d'Italia, essendo stato uno dei protagonisti di varie operazioni importanti dell'economia italiana.
È stato presente nella lista degli uomini più ricchi d'Italia, stilata dal giornale finanziario americano "Forbes", con un patrimonio stimato di circa 1 miliardo di dollari.

## Carriera professionale
Diploma di Perito Industriale e Laureato in Lettere e Filosofia, inizia la sua carriera imprenditoriale nel 1969 fondando la GI-EM, società di motori elettrici, che porterà a posizioni di leadership europea, attraverso operazioni di fusioni e acquisizioni con altre realtà (Siber, Vemer, Molveno, Dreefs) dello stesso segmento.
La crescita imprenditoriale di Gnutti passa attraverso Fin-Eco, società da lui costituita nel 1979, che diviene in un decennio un gruppo leader italiano nel leasing e nel factoring, nel 1990 viene acquisita dalla Banca Popolare di Brescia.
Nel 1989 Gnutti esce da Fin-Eco e con la liquidazione ricevuta e l'esperienza acquisita nel mondo parabancario costituisce nel 1995 G.P. Partecipazioni S.p.A. divenuta nel 1997 Hopa S.p.A.
Hopa diventa nel giro di pochi anni la cosiddetta bicamerale della finanza poiché Gnutti riesce ad unire come soci Unipol e Banca Monte dei Paschi di Siena da una parte e la Fininvest di Berlusconi dall'altra.
Emilio Gnutti conosce, nel consiglio di Banca Agricola Mantovana, Roberto Colaninno ed insieme rafforzano il sodalizio in Hopa dove raccolgono l'adesione di centinaia di imprenditori italiani, che verranno definiti giornalisticamente la "razza padana".
Gnutti e Colaninno acquistano la società Olivetti e attraverso questa società compiono la "madre di tutte le scalate" lanciando la famosa opa ostile su Telecom Italia, conquistandola.
Colaninno e Gnutti verranno definiti "capitani coraggiosi" dall'allora primo ministro Massimo D'Alema.
Un'altra importante operazione orchestrata da Gnutti è la vendita del Gruppo Colmark alla Rinascente della Famiglia Agnelli.
Nel 2001 la Hopa dello scalatore Gnutti vende la partecipazione di Telecom Italia alla Olimpia di Tronchetti Provera, ma pochi giorni dopo l'accordo il crollo delle torri gemelle cambia le carte in tavola e il contratto da poco firmato viene modificato sostanzialmente con un importante sconto a favore di Tronchetti.
Hopa quindi, in forza dai nuovi accordi, deve reinvestire buona parte delle plusvalenze derivanti dalla vendita della partecipazione in Telecom, nella cassaforte Olimpia che a sua volta possiede Telecom.
Da allora Hopa rimane quindi ancora azionista (con circa il 3,4%) di Telecom ancorché la partecipazione diventerà poi diretta dopo l'uscita da Olimpia.
Nel 2005 Gnutti si dimette dal consiglio Hopa e da quasi tutte le cariche ricoperte nelle società fino ad allora gestite poiché decide di ritirarsi dal mondo finanziario a seguito dei procedimenti giudiziari che lo hanno reso protagonista.

## Incarichi rilevanti
Nel 1969 è tra i soci fondatori della società Gi-Em S.r.l., società che produce piccoli motori elettrici, portando l'azienda ad una posizione di leader a livello europeo. Nel 1979 fonda la Fin-Eco e ne assume la carica di Amministratore Delegato. Fin-Eco è un gruppo polifunzionale nell'ambito del parabancario e di servizi finanziari.
Nel 1982 assume la carica di Presidente della società Fin-Eco Service S.r.l. divenuta ora Bitech S.p.A., società che opera nel settore dell'information Technology. Dal 1984 al 1992 è di Consigliere e Membro del Comitato Esecutivo della Banca Popolare di Brescia (Bipop).
Nel 1986 costituisce Fin-Eco Line S.p.A., società che svolge attività di organizzazione e gestione di servizi pubblicitari. Dal 1986 al 2005 è Presidente e Amministratore di G.P. Finanziaria S.p.A. che rappresenta da sempre la cassaforte di famiglia.
Nel 1989 diviene Presidente e Amministratore Delegato di F.Leasing S.p.A. e fino al 2001 è Amministratore di Bresciauno S.p.A. Dal 1993 al 1998 è Amministratore di Molveno Oem S.r.l., ora facente parte di Everel S.p.A., società che produce componenti per elettrodomestici.
Dal 1993 al 2003 è Amministratore della Siber S.p.A, ora fusa in Everel S.p.A., società leader europeo nella produzione di interruttori per elettrodomestici. Dal 1994 al 1999 è Amministratore di Colmark S.p.A., società operante nel settore della Grande distribuzione (ipermercati, supermercati, cash & carry).
Dal 1995 al 2002 è sindaco effettivo nella società Thassos Insurance Brokers S.r.l. Dal 1996 al 2004 è consigliere di Banca C. Steinhauslin & C. S.p.A. Dal 1996 è Amministratore di Fingruppo S.r.l., fino al 1999 a seguito di fusione per incorporazione nella società Hopa S.p.A.
Dal 1998 al 2001 è consigliere di Olivetti S.p.A., società quotata a Piazza Affari. Dal 1998 al 2001 è consigliere di Telecom Italia S.p.A., società quotata a Piazza Affari. Dal 1999 al 2005 è Amministratore di Hopa S.p.A., Holding di partecipazioni aziendali.
Dal 1999 al 2005 è Amministratore di Fingruppo S.p.A. Dal 1999 al 2004 è consigliere di Snia S.p.A., società quotata a Piazza Affari. Dal 2000 al 2005 è Presidente del Consiglio di Amministrazione di Earchimede S.p.A, società attiva nel private equity. Dal 2000 al 2005 è Presidente di Holinvest S.p.A. Dal 2000 al 2003 è Amministratore di Lloyd Adriatico S.p.A.
Nel 2000 assume la carica di Amministratore in Sangemini Holding S.p.A. Nel 2001 assume la carica di Amministratore di Unipol Assicurazioni S.p.A., società quotata a Piazza Affari. Nel 2002 viene nominatore Consigliere di Amministrazione dell'Università degli Studi di Brescia. Nel 2002 viene nominatore Consigliere della finanziaria Finsoe S.p.A.
Dal 2003 al 2005 è Amministratore di ASM Brescia S.p.a., società quotata a Piazza Affari, ora A2A S.p.a. Dal 2003 al 2005 è Vice Presidente della Banca Monte dei Paschi di Siena, società quotata a Piazza Affari. Nel 2003 diviene Vice Presidente della Sorin S.p.A., società quotata a Piazza Affari.

## Le inchieste e le relative assoluzioni
Vicenda SHS: Assolto per non avere commesso il fatto. Corte di Appello di Brescia - Seconda Sezione Penale  - Sentenza 1 ottobre 2013 n. 8125.
La vicenda che ha portato al fallimento della SHS multimedia, software house bresciana.  L'accusa rivolta dai pm a 10 persone è stata il depauperamento del capitale sociale fino alla bancarotta.
I fatti si svolsero tra il 2000 e 2003, quando la SHS passò da Srl a Spa accogliendo nuovi soci investitori che, in seguito a una crisi di governance, secondo l'accusa decisero di far fallire l'azienda svuotandola del patrimonio sociale.
I 10 imputati sono i soci Emilio Gnutti, Andrea Guerini, Ettore Lonati, Romano Marniga, Osvaldo Savoldi, Giancarlo Turati, Bruno Roma, il componente del collegio sindacale Matteo Bonalumi, il consulente dei nuovi soci Paolo Vavassori e quello dei vecchi soci Arrigo Bandera. Saranno davanti al giudice della seconda sezione penale del tribunale di Brescia il 22 marzo 2011. Gnutti verrà poi assolto ad ottobre 2013 in appello per non aver commesso il fatto.
Vicenda scalata Unipol a BNL: Assolto per non avere commesso il fatto. Corte di Appello di Milano – Terza Sezione Penale – Sentenza 6 dicembre 2013 n. 8125.
L'intera vicenda si innesta in quella più ampia e con numerosi intrecci e connivenze economiche e politiche, vicenda che tenne a lungo tempo le prime pagine dei giornali. Riguarda la scalata alla Banca Antonveneta da parte della banca Popolare di Lodi (allora Presieduta da Gianpiero Fiorani), sostenuto dall'allora Governatore della Banca d'Italia, alcuni immobiliaristi (Ricucci, Coppola) ed il finanziere bresciano Emilio Gnutti (già alleato di Consorte nella vicenda Telecom). L'insieme dei personaggi è stato consegnato alle cronache con la definizione emblematica dei furbetti del quartierino.
Le dimissioni di Giovanni Consorte sono state causate dalle accuse di aggiotaggio, associazione a delinquere e appropriazione indebita a lui rivolte in occasione dello scandalo finanziario relativo alla scalata della Banca popolare di Lodi, oggi Banca Popolare Italiana, alla Banca Antonveneta. L'aggiotaggio si concentra su 50 milioni di Euro ricevuti (insieme al proprio vice Ivano Sacchetti) dal finanziere Gnutti, per «consulenze» in proprio fatte a favore della Hopa di Gnutti. «Consulenze», però, pagate non con fatture ma dietro lo schermo di plusvalenze artificialmente create con operazioni borsistiche «blindate».
Questa è la versione che Consorte ha offerto agli inquirenti per giustificare questa consistente somma. Flussi creati con un particolare meccanismo, secondo quanto già rilevato dalle indagini e spiegato da Gnutti: Consorte e Sacchetti, attraverso intermediari spesso del gruppo del banchiere Gianpiero Fiorani, investivano su titoli o prodotti derivati ritenuti «promettenti» dal punto di vista del margine di incremento prevedibile, e subito li rivendevano a Gnutti a prezzi sensibilmente più alti, ricavandone quindi immediate plusvalenze a colpo sicuro, di dimensione pari all'apparente generosità di Gnutti.
In data 25 ottobre 2006, Consorte, Ivano Sacchetti (ex presidente Unipol Banca e vicepresidente di Unipol) e il finanziere Emilio Gnutti sono stati condannati a 6 mesi di reclusione dal giudice di Milano Elisabetta Meyer con l'accusa di insider trading su titoli Unipol, stabilendo in 92.500 euro i danni patrimoniali e non patrimoniali che andranno risarciti dai tre condannati, in solido tra loro, alla Consob, parte civile nel processo. "Amareggiati e increduli" per l'esito della sentenza del Tribunale di Milano, Consorte e Sacchetti hanno sottolineato il fatto che si tratta comunque "solo del primo grado di giudizio".
Il 21 gennaio 2009 le condanne per Consorte, Sacchetti e gli altri dirigenti Unipol per insider trading vengono annullate senza rinvio dalla quinta sezione penale della Cassazione per incompetenza territoriale della procura di Milano. Gli atti vengono trasmessi a Bologna.
Nel mese di aprile del 2011 il Pubblico Ministero Luigi Orsi e Gaetano Ruta hanno chiesto l'assoluzione per Emilio Gnutti nell'ambito del processo della scalata Bnl-Unipol.
Nel mese di dicembre 2013 Emilio Gnutti verrà assolto in appello dalla Corte di Milano per non aver commesso il fatto.